# Wasko Sejrekow
Wasko Sejrekow (bułg. Васко Сейреков, w publikacjach zachodnich spotykana jest także pisownia Vasco Séirécov; ur. 16 stycznia 1920 w Płowdiwie, zm. 4 stycznia 1977 w Ruse) – bułgarski duchowny katolicki, biskup ordynariusz nikopolski od 1975.

## Życiorys
Urodził się w Płowdiwie w bułgarskiej rodzinie katolickiej. Po ukończeniu szkoły średniej zdecydował się podjąć studia teologiczne i zostać księdzem. Po ich ukończeniu 18 marca 1945 otrzymał święcenia kapłańskie. Przyszło mu pracować w czasach, kiedy władzę w Bułgarii przejęli komuniści, zmierzający do całkowitej laicyzacji kraju. Jej kulminacyjnym momentem było skazanie na śmierć biskupa nikopolskiego Jewgienija Bosiłkowa w 1952, oskarżonego o szpiegostwo i próbę obalenia władzy. Przez następne kilkanaście lat trwała walka z Kościołem i prześladowania wiernych i księży. Wasko Sejrekow przez pewien czas pełnił funkcję zarządcy diecezji ze względu na niemożność wyboru nowego biskupa, co blokowane było przez władze w Sofii. Do częściowej odwilży doszło dopiero na początku lat 70. XX wieku. Umożliwiło to mianowanie go, 22 lipca 1975 nowym ordynariuszem nikopolskim przez papieża Pawła VI. Niedługo potem zmarł 4 stycznia 1977 w wieku 56 lat.